# Lysandra arragonensis
Lysandra arragonensis är en fjärilsart som beskrevs av Gerhard 1853. Lysandra arragonensis ingår i släktet Lysandra och familjen juvelvingar. Inga underarter finns listade i Catalogue of Life.